# اس‌تی‌اس-۴۱-دی
اس‌تی‌اس-۴۱-دی (انگلیسی: STS-41-D) یکی از ماموریت‌های برنامه شاتل‌های فضایی بود که در تاریخ ۳۰ اوت ۱۹۸۴ از پایگاه فضایی کندی به فضا پرتاب شد. این مأموریت نخستین مأموریت شاتل دیسکاوری بود

## نگارخانه

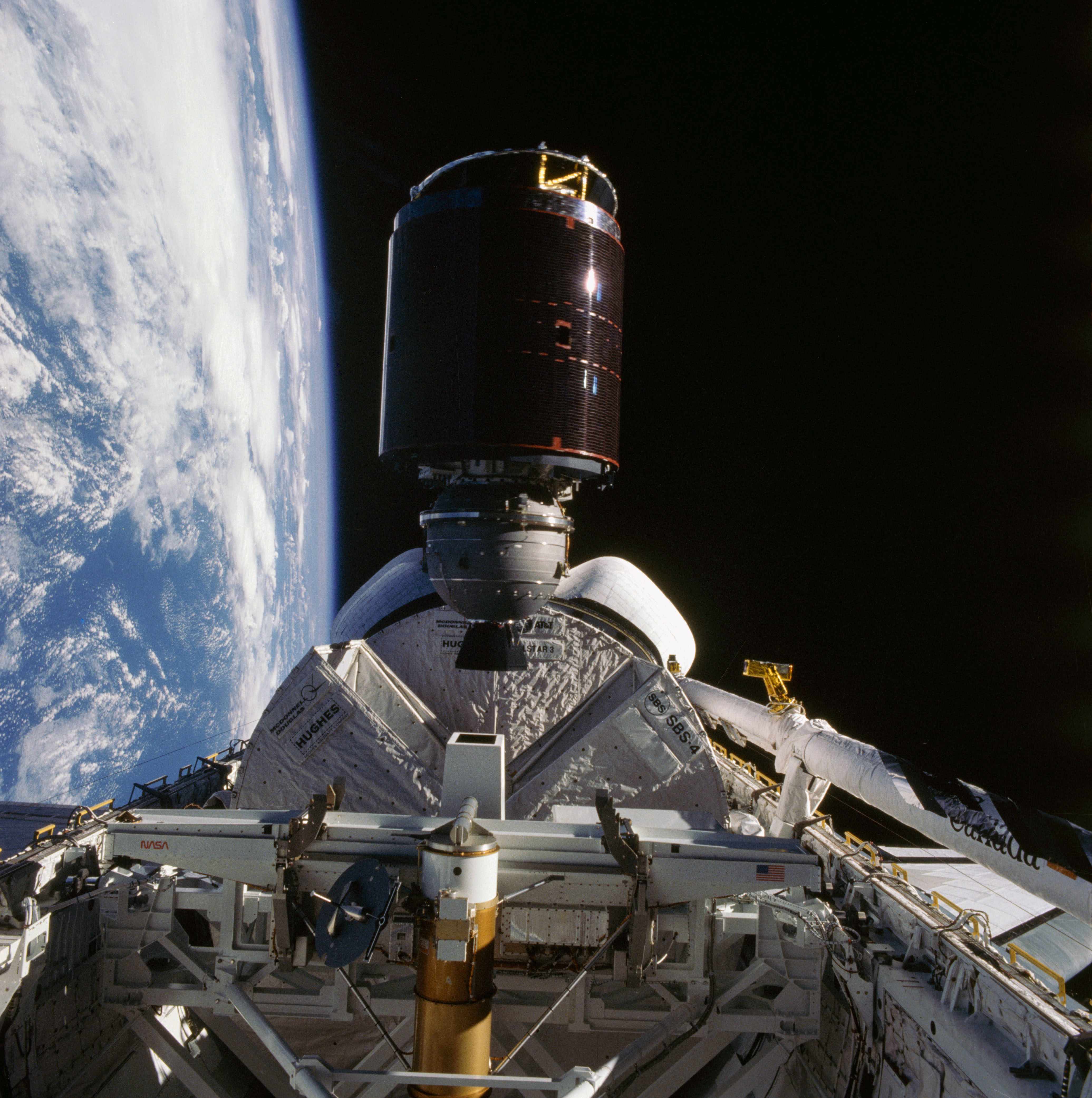
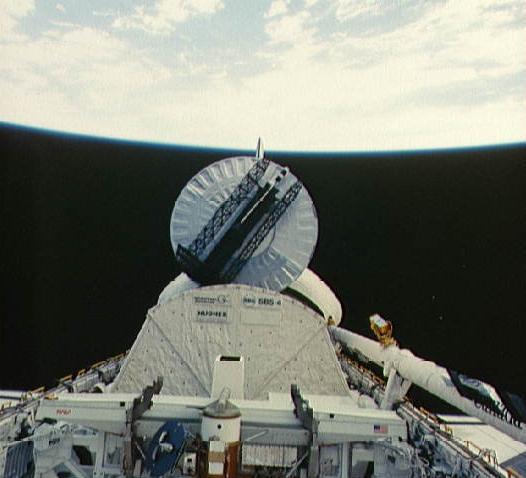
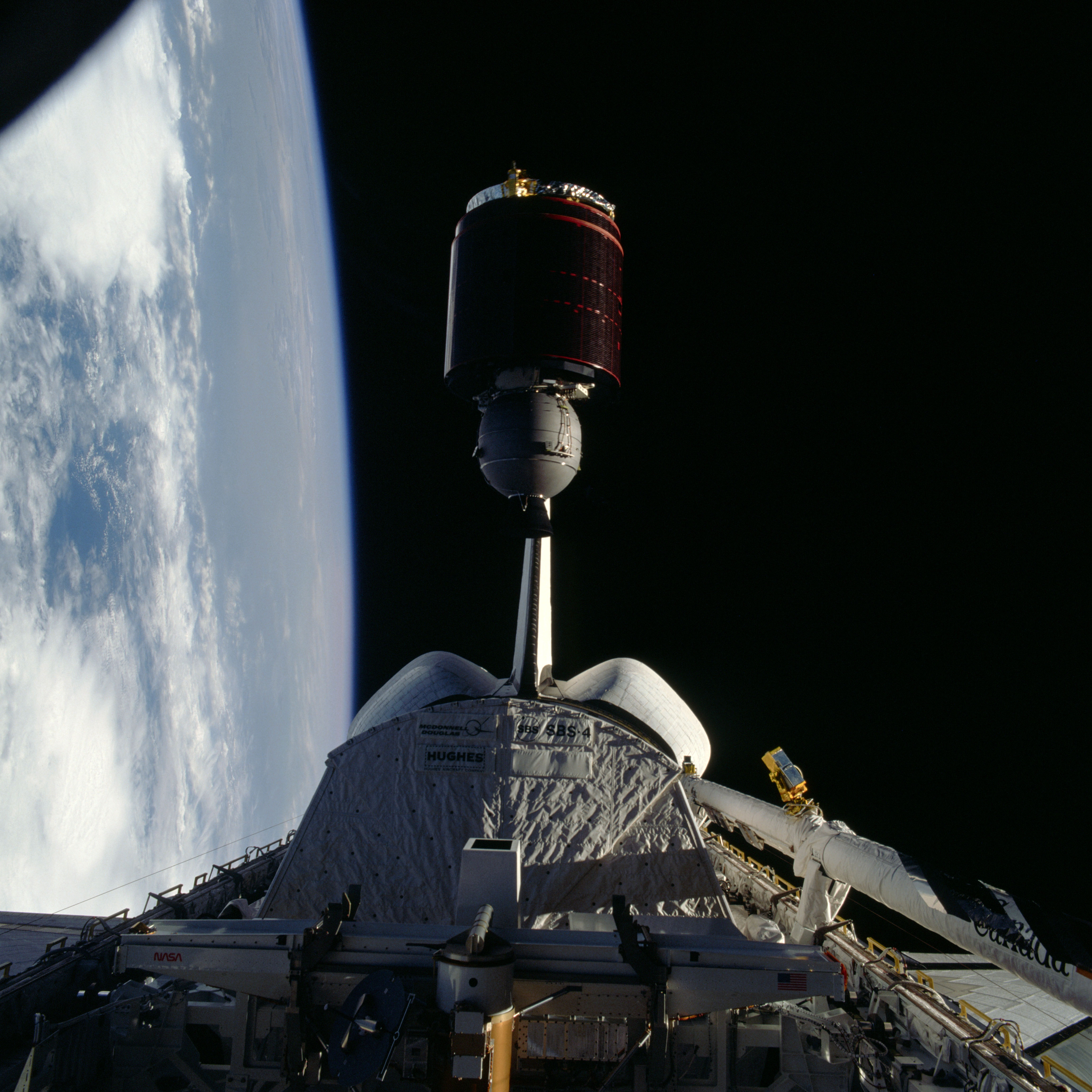
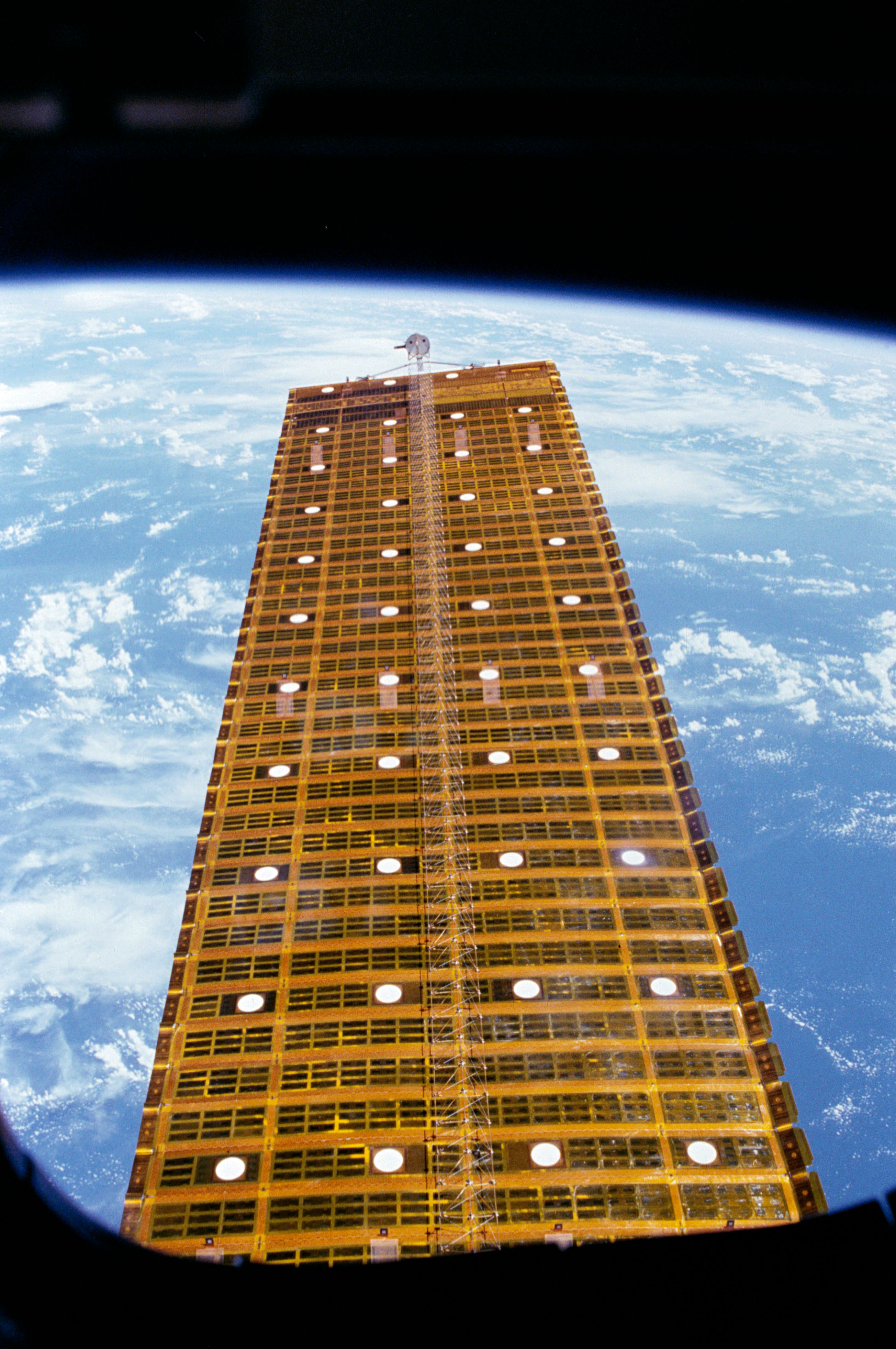